# Cerdon (Ain)
Cerdon is een gemeente in het Franse departement Ain (regio Auvergne-Rhône-Alpes). De gemeente telde 755 inwoners op 1 januari 2022.

## Geografie
De oppervlakte van Cerdon bedroeg op 1 januari 2022 12,3 vierkante kilometer; de bevolkingsdichtheid was toen 61,4 inwoners per km².
De onderstaande kaart toont de ligging van Cerdon met de belangrijkste infrastructuur en aangrenzende gemeenten.

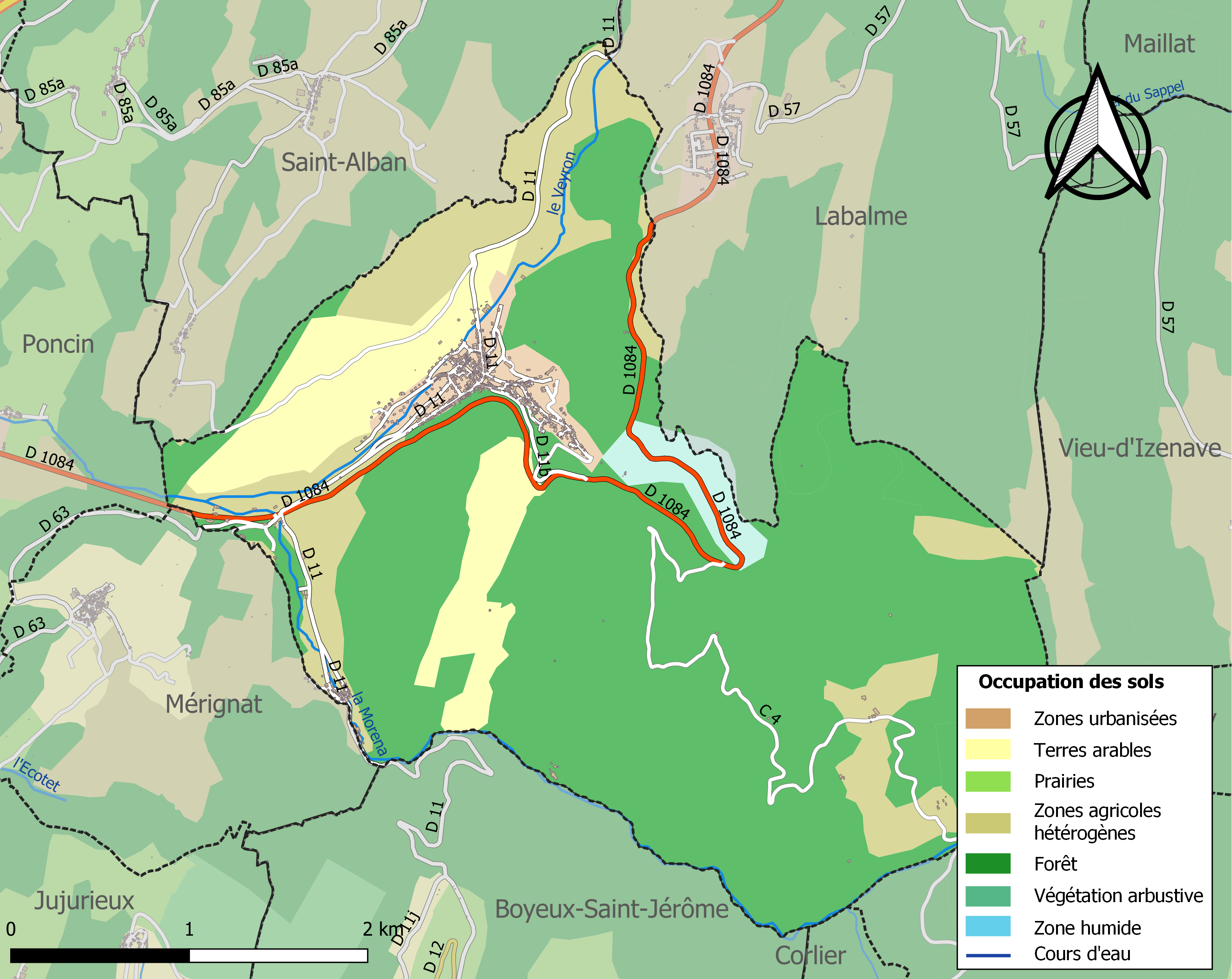

## Demografie
Onderstaande figuur toont het verloop van het inwoneraantal van Cerdon vanaf 1968. De cijfers zijn afkomstig van het Frans bureau voor statistiek en bevatten geen dubbel getelde personen (volgens de gehanteerde definitie population sans doubles comptes).
Vanwege een beveiligingsprobleem met de MediaWiki Graph-software is het momenteel niet mogelijk deze grafiek weer te geven. Zodra de software is bijgewerkt zal de grafiek vanzelf weer zichtbaar worden.

## Monumenten
In de gemeente Cerdon bevinden zich de ruïnes van het kasteel La Bastie.